# Trung Kỳ
Trung Kỳ (chữ Hán: 中圻) là tên gọi do vua Minh Mạng đặt ra cho phần giữa của Việt Nam năm 1834, và là một trong ba vùng của nước này khi đó, cùng với Bắc Kỳ và Nam Kỳ. Người Pháp sau khi chiếm toàn bộ Đại Nam năm 1884 đã đặt vùng đất này thành xứ bảo hộ Trung Kỳ nằm trong Đông Dương thuộc Pháp. Thời Đế quốc Việt Nam năm 1945, tên gọi Trung Kỳ được đổi thành Trung Bộ.
Trung Bộ cũng được gọi là Trung Việt và sau đấy là Trung Phần thời Quốc gia Việt Nam và Việt Nam Cộng hòa (1949–1975); hai chính thể kế tiếp nhau này chỉ còn nắm giữ vùng phía Nam vĩ tuyến 17 của Trung Phần theo sau Hiệp định Genève, 1954. Từ năm 1975, miền Trung Việt Nam được thống nhất và gọi là Trung Bộ trong các văn bản hành chính.

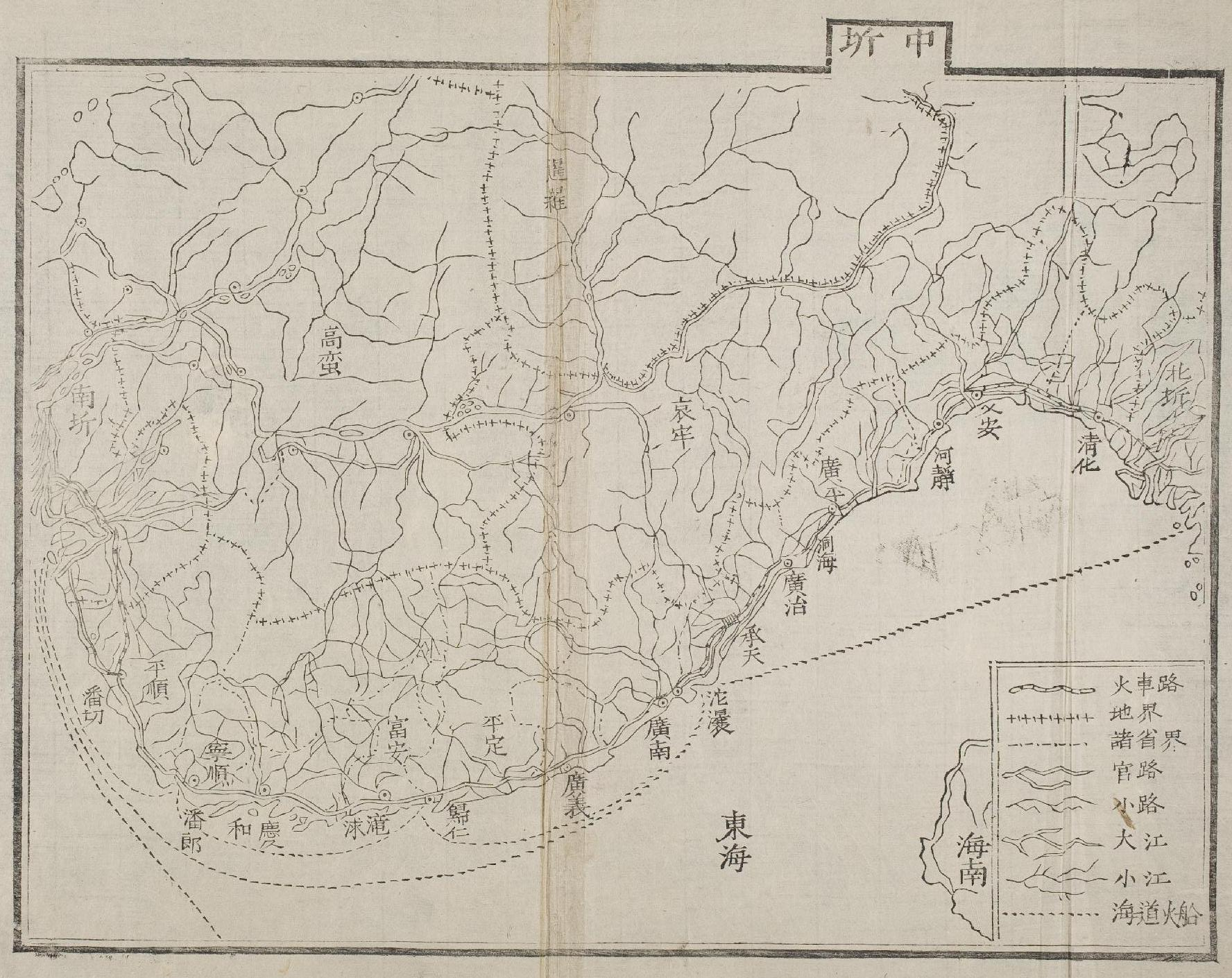
Dư đồ Trung Kỳ năm 1909.

## Lịch sử
Trung Kỳ thời nhà Nguyễn độc lập thì tâm điểm là kinh thành Huế, tức phủ Thừa Thiên (承天) do triều đình trực tiếp quản lý. Năm tỉnh phía bắc Huế gọi là Hữu Kỳ: 
1. Thanh Hóa (清化),
2. Nghệ An (乂安),
3. Hà Tĩnh (河靜),
4. Quảng Bình (廣平),
5. Quảng Trị (廣治).

Và sáu tỉnh phía nam, gọi là Tả Kỳ gồm:
1. Quảng Nam (廣南),
2. Quảng Ngãi (廣義),
3. Bình Định (平定),
4. Phú Yên (富安),
5. Khánh Hòa (慶和), và
6. Bình Thuận (平順).

Nhà Nguyễn đặt ra chức tổng đốc quản hạt từ 2 đến 3 tỉnh. Các tỉnh Trung Kỳ thường đặt dưới quyền quản hạt của 6 vị tổng đốc (thường là tổng đốc Thanh Hóa, tổng đốc An-Tĩnh (Nghệ An và Hà Tĩnh), tổng đốc Bình-Trị (Quảng Bình và Quảng Trị), tổng đốc Nam-Ngãi (Quảng Nam và Quảng Ngãi), tổng đốc Bình-Phú (Bình Định và Phú Yên), tổng đốc Thuận-Khánh (Bình Thuận và Khánh Hòa)), và 1 vị phủ doãn phủ Thừa Thiên. Đứng đầu mỗi tỉnh Trung Kỳ, cũng giống toàn bộ 30 tỉnh trong cả nước (trừ phủ Thừa Thiên), đều là một viên quan tuần phủ. Cương vực Trung Kỳ thời nhà Nguyễn bao gồm cả những phần đất nay thuộc về lãnh thổ Lào (là những vùng đất thuộc địa giới các tỉnh bắc Trung Kỳ từ Thanh Hóa đến Quảng Trị) và 2 quần đảo Hoàng Sa và Trường Sa (chưa phân biệt rõ ràng và trực thuộc tỉnh Quảng Ngãi). Nhưng Trung Kỳ không bao gồm Tây Nguyên. Đà Nẵng và Ninh Thuận ngày nay, vào thời nhà Nguyễn đã nằm trong Trung Kỳ nhưng thuộc địa giới của 2 tỉnh Quảng Nam và Bình Thuận (Đà Nẵng thuộc Quảng Nam, Ninh Thuận thuộc Bình Thuận). Trừ 3 tỉnh bắc Trung Kỳ là Thanh Hóa, Nghệ An và Hà Tĩnh (là đất của người Việt cổ), thì phần lớn còn lại của Trung Kỳ (từ đèo Ngang đến hết Bình Thuận) từng là đất đai của vương quốc Chăm Pa.
Theo hiệp ước Harmand ký ngày 25 tháng 8 năm 1883 thì Trung Kỳ (tiếng Pháp gọi là Annam) kéo dài từ địa giới phía bắc tỉnh Bình Thuận đến Đèo Ngang (tức là tách 3 tỉnh Thanh Hóa, Nghệ An, Hà Tĩnh ở phía bắc và tỉnh Bình Thuận ở phía nam ra khỏi Trung Kỳ (An Nam)). Pháp đặt một viên Công sứ (Résident) tại Huế thay mặt cho chính quyền bảo hộ của Pháp tại Trung Kỳ. Hiệp ước Patenôtre ký ngày 6 tháng 6 năm 1884 quy định lại ranh giới Trung Kỳ: từ địa giới phía nam tỉnh Bình Thuận trở ra đến địa giới phía nam tỉnh Ninh Bình (như trước năm 1883). Thực dân Pháp đặt chức "Tổng Công sứ Trung – Bắc Kỳ" (Résident général de l'Annam et du Tonkin), gọi tắt là Tổng sứ,thay mặt cho chính phủ Pháp chủ trì mọi công việc đối ngoại của triều đình Việt Nam và thường được gọi là "Toàn quyền lưỡng kỳ" hoặc "Toàn quyền Trung – Bắc Kỳ". Chức Tổng sứ bị bãi bỏ năm 1889, Khâm sứ Trung Kỳ đảm nhiệm các công việc cho chính phủ Pháp bên cạnh Nam triều.

## Danh sách các khâm sứ Trung Kỳ
Pháp thiết lập một văn phòng đại diện ngoại giao tại Huế từ giữa năm 1875. Tháng 4 năm 1876 (Tự Đức 28), trụ sở tòa Đại diện Ngoại giao được khởi công xây dựng và hoàn thành vào tháng 7 năm 1878. Nhân viên đứng đầu được gọi là Đại diện Ngoại giao (Chargés d'Affaires).
Sau hiệp ước Harmand ký ngày 25 tháng 8 năm 1883, Đại diện Ngoại giao đổi thành Công sứ (Résident) tại Huế thay mặt cho chính quyền bảo hộ của Pháp tại Trung Kỳ. Năm 1885, chính phủ Pháp đặt ra "Tổng Công sứ Trung – Bắc Kỳ" (Résident général de l'Annam et du Tonkin), còn gọi là Tổng Trú sứ hay Tổng sứ, thay mặt cho chính phủ Pháp chủ trì mọi công việc đối ngoại của triều đình Việt Nam và thường được gọi là "Toàn quyền lưỡng kỳ" hoặc "Toàn quyền Trung – Bắc Kỳ". Quyền hành của Toàn quyền Lưỡng kỳ ngang với Thống đốc Nam Kỳ và độc lập đối với Thống đốc Nam Kỳ. Toàn quyền Lưỡng kỳ nắm mọi quyền dân sự, quân sự, chủ trì, mọi quan hệ đối ngoại của Nam triều và mọi quan hệ giữa giới cầm quyền Pháp và Nam Kỳ. Dưới quyền trực tiếp của Toàn quyền Lưỡng kỳ là một hệ thống quan lại thực dân Pháp giúp việc: đứng đầu Bắc Kỳ là Thống sứ Bắc Kỳ (Résident supérieur du Tonkin); đứng đầu Trung Kỳ là Khâm sứ Trung Kỳ (Résident supérieur de l’Annam) và đứng đầu mỗi tỉnh ở cả Bắc Kỳ và Trung Kỳ là Công sứ (Résident) và Phó sứ (Résident adjoint).
Chức Tổng Trú sứ bị bãi bỏ năm 1889, chức vụ Khâm sứ Trung Kỳ (Résident supérieur d'Annam), còn được gọi là Đại trú sứ, được đặt ra để đảm nhiệm các công việc cho chính phủ Pháp bên cạnh Nam triều.

### Thời kỳ Đại diện Ngoại giao (1875-1884)
| Tên                               | Năm sinh - năm mất | Thời gian tại nhiệm                        | Chú thích                      |
| --------------------------------- | ------------------ | ------------------------------------------ | ------------------------------ |
| Pierre Paul Rheinart              | 1840-1902          | 30 tháng 7 năm 1875 - 13 tháng 12 năm 1876 | Lần thứ nhất                   |
| Paul Louis Félix Philastre        | 1837-1907          | 14 tháng 12 năm 1876 - 3 tháng 7 năm 1879  |                                |
| Pierre Paul Rheinart              | 1840-1902          | 3 tháng 7 năm 1879 - 5 tháng 10 năm 1880   | Lần thứ hai                    |
| Louis Eugène Palasne de Champeaux | 1840-1889          | 6 tháng 10 năm 1880 - 17 tháng 8 năm 1881  |                                |
| Pierre Paul Rheinart              | 1840-1902          | 18 tháng 8 năm 1881 - tháng 7 năm 1883     | Lần thứ ba                     |
| François Jules Harmand            | 1845-1921          | tháng 7 năm 1883 - 10 tháng 6 năm 1884     | Người ký Hòa ước Quý Mùi, 1883 |

### Thời kỳ Công sứ (1884-1886)
| Tên                               | Năm sinh - năm mất | Thời gian tại nhiệm                       | Chú thích                                     |
| --------------------------------- | ------------------ | ----------------------------------------- | --------------------------------------------- |
| Pierre Paul Rheinart              | 1840-1902          | 11 tháng 6 năm 1884 - 30 tháng 9 năm 1884 | Sử dụng lâm thời chức danh Công sứ (Résident) |
| Victor Gabriel Lemaire            | 1839-1907          | 1 tháng 10 năm 1884 - 31 tháng 5 năm 1885 | Từ chức vì bất đồng với de Courcy             |
| Louis Eugène Palasne de Champeaux | 1840-1889          | 31 tháng 5 năm 1885 - 26 tháng 1, 1886    | Lâm thời                                      |

### Thời kỳ Tổng sứ (1885-1889)
| Tên                                    | Năm sinh - năm mất | Thời gian tại nhiệm                         | Chú thích |
| -------------------------------------- | ------------------ | ------------------------------------------- | --- |
| Philippe Marie André Roussel de Courcy | 1827-1887          | 14 tháng 4 năm 1885 - 20 tháng 1, 1886      | Trung tướng, Bá tước de Courcy, tổng chỉ huy quân viễn chinh Pháp. Đại diện toàn quyền tại Trung - Bắc Kỳ                  |
| Charles Auguste Louis Warnet           | 1828–1913          | 27 tháng 1, 1886 - 7 tháng 4 năm 1886       | Thiếu tướng. Tạm quyền |
| Paul Bert                              | 1833-1886          | 8 tháng 4 năm 1886 - 11 tháng 11 năm 1886   | Quan chức dân sự đầu tiên. Bắt đầu sử dụng chức vụ Tổng Công sứ Trung – Bắc Kỳ (Résident général de l'Annam et du Tonkin). |
| Paulin François Alexandre Vial         | 1831-1907          | 12 tháng 11 năm 1886 - 28 tháng 1, 1887     | Tạm quyền |
| Paul Louis Georges Bihouard            | 1846-19??          | 29 tháng 1, 1887 - 11 tháng 9 năm 1887      | Lần thứ nhất |
| Thiếu tá Berger (??)                   | ????-????          | 11 tháng 9 năm 1887 - 27 tháng 10 năm 1887  | Tạm quyền lần thứ nhất |
| Paul Louis Georges Bihouard            | 1846-19??          | 27 tháng 10 năm 1887 - 17 tháng 11 năm 1887 | Lần thứ hai |
| Thiếu tá Berger (??)                   | ????-????          | 17 tháng 11 năm 1887 - 25 tháng 6 năm 1888  | Tạm quyền lần thứ hai |
| Eusèbe Irénée Parreau                  | ????-????          | 25 tháng 6 năm 1888 - 8 tháng 9 năm 1888    | Tạm quyền lần thứ nhất |
| Pierre Paul Rheinart                   | 1840-1902          | 8 tháng 9 năm 1888 - tháng 5 năm 1889       | |
| Eusèbe Irénée Parreau                  | ????-????          | 9 tháng 5 năm 1889                          | Tạm quyền lần thứ hai cho đến khi chức vụ Tổng sứ bị bãi bỏ.                                                               |

### Khâm sứ Trung Kỳ tại Huế (1886-1945)
| Tên                            | Năm sinh - năm mất | Thời gian tại nhiệm       | Chú thích                                                     |
| ------------------------------ | ------------------ | ------------------------- | ------------------------------------------------------------- |
| Charles Dillon                 | ????-????          | 27 tháng 1, 1886 - 1888   | Sử dụng chức vụ Khâm sứ Trung Kỳ (Résident supérieur d'Annam) |
| Séraphin Hector                | 1846-????          | 1888-1889                 | Lần thứ nhất                                                  |
| Léon Jean Laurent Chavassieux  | 1848-1895          | 1889                      | Về sau làm Toàn quyền Đông Dương                              |
| Séraphin Hector                | 1846-????          | 1889- tháng 10 năm 1891   | Lần thứ hai. Chức vụ Tổng sứ Trung-Bắc Kỳ bãi bỏ.             |
| Ernest Albert Brière           | 1848-????          | tháng 10 năm 1891 - 1897  |                                                               |
| Jean Calixte Alexis Auvergne   | 1859-1942          | 1897 - tháng 3 năm 1898   | Lần thứ nhất                                                  |
| Léon Jules Pol Boulloche       | 1855-19??          | tháng 3 năm 1898 - 1900   |                                                               |
| Jean Calixte Alexis Auvergne   | 1859-1942          | 9 tháng 5 năm 1901 - 1904 | Lần thứ hai                                                   |
| Jean-Ernest Moulié             | ????-????          | 1904 - 1906               |                                                               |
| Fernand Ernest Levecque        | 1852-19??          | 1906 - 1908               |                                                               |
| Élie Jean-Henri Groleau        | 1859-19??          | 1908 - 1910               |                                                               |
| Henri Victor Sestier           | 1857-19??          | 1910 - 1912               |                                                               |
| Georges Marie Joseph Mahé      | ????-????          | 1912 - 1913               | Là người chủ trương cướp phá lăng tẩm ở Huế.                  |
| Jean François Eugène Charles   | ????-????          | 1913 - 1920               | Được xem là cha nuôi của Hoàng tử Vĩnh Thụy                   |
| Pierre Marie Antonie Pasquier  | 1877-1934          | 1920 - 1927               | Về sau làm Toàn quyền Đông Dương                              |
| Jules Fries                    | ????-????          | 1927 - 1928               |                                                               |
| Aristide Eugène Le Fol         | ????-????          | 1928 - 1931               |                                                               |
| Yves Charles Châtel            | 1865-1944          | 1931 - 1934               |                                                               |
| Maurice Fernand Graffeuil      | ????-????          | 1943 - 1940               |                                                               |
| Émile Louis François Grandjean | ????-????          | 1940 - 1944               |                                                               |
| Jean Maurice Norbert Haelewyn  | 1901-1945          | 1944 - 9 tháng 3 năm 1945 | Khâm sứ Trung Kỳ cuối cùng.                                   |

### Thời kỳ Công sứ Nhật tại Trung Bộ (1945)
| Tên               | Năm sinh - năm mất | Thời gian tại nhiệm                   | Chú thích |
| ----------------- | ------------------ | ------------------------------------- | --------- |
| Yokoyama Masayuki | 1892-1978          | 9 tháng 3 năm 1945 - tháng 9 năm 1945 |           |

Sau khi Chiến tranh thế giới thứ hai kết thúc, Pháp tìm cách trở lại phục hồi quyền thống trị tại Việt Nam, vì vậy đã đặt chức vụ Ủy viên Cộng hòa Pháp tại Trung và Bắc Kỳ. Chức vụ này có chức năng gần tương đương với chức vụ Tổng sứ Trung Bắc Kỳ trước kia, nhưng đặt trụ sở ở Hà Nội.